# Кастальский, Сергей Евгеньевич
Серге́й Евге́ньевич Каста́льский (24 июня 1953 — 20 января 2011) — советский и российский журналист, автор и переводчик. С середины 1980-х годов по 2011 год работал в журнале «Ровесник», где опубликовал множество статей о рок-музыке; писал для журнала «Студенческий меридиан» и др. Был одним из основателей газет «Анонс-Hot Rock» (выходившей как приложение к «Студенческому меридиану», 1993—1995) и New Hot Rock (1995—1996), издававшейся при журнале «Огонёк». Автор изданной в 1995 году книги «Рок-энциклопедия», изначально печатавшейся в «Ровеснике» в 1980-х (начиная c №7 1987 года) — 1990-х годах и носившей название «Рок-энциклопедия Ровесника» (РЭР).
Умер 20 января 2011 года от инфаркта миокарда.

## Личная жизнь
Сергей Кастальский был женат на Наталье Рудницкой, одной из первых «звёзд» отечественной рок-журналистики, своими усилиями «пробивавшей» многие считавшиеся спорными публикации о рок-музыке (благодаря ей, в частности, широкий читатель в 1981—1982 годах получил возможность познакомиться с ранними статьями Артемия Троицкого).